# 4 Herculis
4 Herculis, eller V839 Herculis, är en eruptiv variabel av Gamma Cassiopeiae-typ (GCAS) i Herkules stjärnbild.
Stjärnan varierar mellan visuell magnitud +5,72 och 5,90 utan någon fastställd periodicitet.